# 初姫神社
初姫神社（はつひめじんじゃ）は、静岡県田方郡函南町仁田（にった）地区に鎮座する神社。

## 概要
式内社である金村五百村咩命神社（かなむらいほむらひめのみことじんじゃ）に比定されている。
文禄5年12月、元和3年、承応3年、貞享4年などの棟札がある。
1873年（明治6年）9月郷社に列し、1907年（明治40年）6月21日神饌幣帛料供進指定社となる。

## 祭神
- 金村五百村咩命（かなむらいほむらひめのみこと）